# Namhansan
Le Namhansan est une montagne culminant à 460 mètres d'altitude dans la province du Gyeonggi, en Corée du Sud.
Il se situe à quelques dizaines de kilomètres au sud-est de Séoul.
Une ancienne forteresse aux murs de pierre nommée Namhansanseong se dresse au sommet et constitue une attraction touristique locale. Cette place forte, inscrite sur la liste du patrimoine mondial de l'Unesco en juin 2014, a servi de « capitale refuge » durant la période Joseon.

Panorama sur Séoul depuis Namhansanseong.